# Pietro Paoli

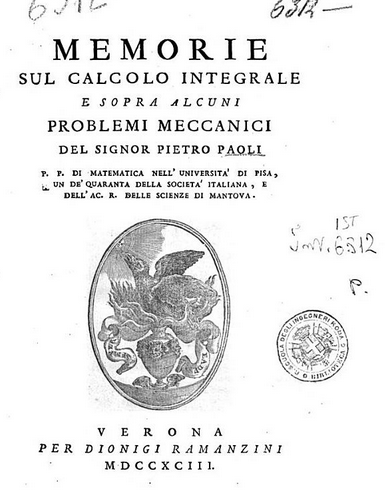
Paoli: Memorie sul calcolo integrale, 1793

Pietro Paoli (* 2. März 1759 in Livorno; † 21. Februar 1839 in Florenz) war ein italienischer Mathematiker.

## Leben
Paoli ging auf eine Jesuitenschule und studierte ab 1774 an der Universität Pisa zunächst Jura und dann Mathematik und Physik. Nach dem Abschluss 1778 unterrichtete er von 1780 bis 1782 als Gymnasiallehrer in Mantua, lehrte danach bis 1784 an der Universität Pavia und wurde dann Professor für Algebra an der Universität Pisa. Ab 1798 war er Professor für höhere Mathematik. 1805 wurde er außerdem königlicher Berater in Fragen der Hydraulik. 1814 wurde er emeritiert, wurde aber 1816 Oberaufseher für Erziehung für das Großherzogtum Toskana in Florenz und 1817 Leiter der Kommission für die Einrichtung eines Landkatasters für die Toskana.
Als Mathematiker befasste er sich mit Analysis und deren Anwendungen. Sein Lehrbuch der Algebra und Analysis erschien zuerst 1794 und fand weite Verbreitung in Italien. Er wollte damit eine Lücke im zeitgenössischen Mathematikunterricht in Italien schließen, um es Studenten in Italien zu ermöglichen den mathematischen Fortschritten etwa durch Euler, Lagrange und Laplace zu folgen. Dabei etablierte er Teile der heute üblichen mathematischen Notation, etwa für die Eulersche Zahl, in Italien.  Er stand in Briefwechsel mit Joseph-Louis Lagrange. Er unterstützte früh Paolo Ruffini und dessen aus heutiger Sicht unvollständigen Beweis der Unmöglichkeit der Lösung von Gleichungen höheren als vierten Grades durch Radikale.
Zu seinen Schülern gehörten Vincenzo Brunacci (1768–1818), Verfasser der Elementi di algebra e di geometria (1809), Giovanni Taddeo Farini (1778–1822) und Antonio Bordoni (1789–1860).
Er war Mitglied der wissenschaftlichen Akademien in Bologna, Neapel, Mantua und Turin (1811), des Circolo Matematico di Palermo und 1782 Gründungsmitglied der Accademia Nazionale delle Scienze (Accademia dei XL).

## Schriften
- Opuscula analytica, T. 1, mit John Thomas Graves, Verlag: Liburni: Ex typographio Encyclopediae, 1780, OCLC 927046836
- Memorie sul Calcolo Integrale e sopra alcuni Problemi Meccanici (deutsch: Erinnerungen an die Integralrechnung und über einige mechanische Probleme), mit Guillaume Libri und John Thomas Graves, Verlag, Verona: Per Dionigi Ramanzini, 1793 OCLC 927056496
- Elementi d'Algebra. Supplemento agli Elementi di Algebra (deutsch: Elemente der Algebra. Ergänzung  zu Algebra-Elementen), 2 Bände, Pisa 1793, 2. Auflage in 3 Bänden, Livorno 1804 OCLC 837082657